# Yoshiaki Kinoshita
Yoshiaki Kinoshita (木下 美明, Kinoshita Yoshiaki), né le 10 mars 1956 à Fukuoka, est un dirigeant japonais du sport automobile. Il fut à la tête de Toyota Motorsport GmbH entre 2010 et 2015.